# Municipio de Grant (condado de Beadle)
El municipio de Grant (en inglés: Grant Township) es un municipio ubicado en el condado de Beadle en el estado estadounidense de Dakota del Sur. En el año 2010 tenía una población de 116 habitantes y una densidad poblacional de 1,23 personas por km².

## Geografía
El municipio de Grant se encuentra ubicado en las coordenadas 44°13′59″N 98°15′53″O / 44.23306, -98.26472. Según la Oficina del Censo de los Estados Unidos, el municipio tiene una superficie total de 94.25 km², de la cual 94,15 km² corresponden a tierra firme y (0,11 %) 0,1 km² es agua.

## Demografía
Según el censo de 2010, había 116 personas residiendo en el municipio de Grant. La densidad de población era de 1,23 hab./km². De los 116 habitantes, el municipio de Grant estaba compuesto por el 99,14 % blancos, el 0,86 % eran amerindios. Del total de la población el 0 % eran hispanos o latinos de cualquier raza.